# Archernis callixantha
Archernis callixantha là một loài bướm đêm trong họ Crambidae.